# Joshua Tapscott
Joshua Tapscott (Nokesville, 6 agosto 1995) è un giocatore di football americano statunitense che milita nel ruolo di runningback nella European League of Football (ELF).
Ha giocato nelle squadra universitaria degli Wyoming Cowboys e degli Averett Cougars, per passare in seguito alla squadra professionistica tedesca degli Stuttgart Surge.